# Maglia di Phoenicis Lacus

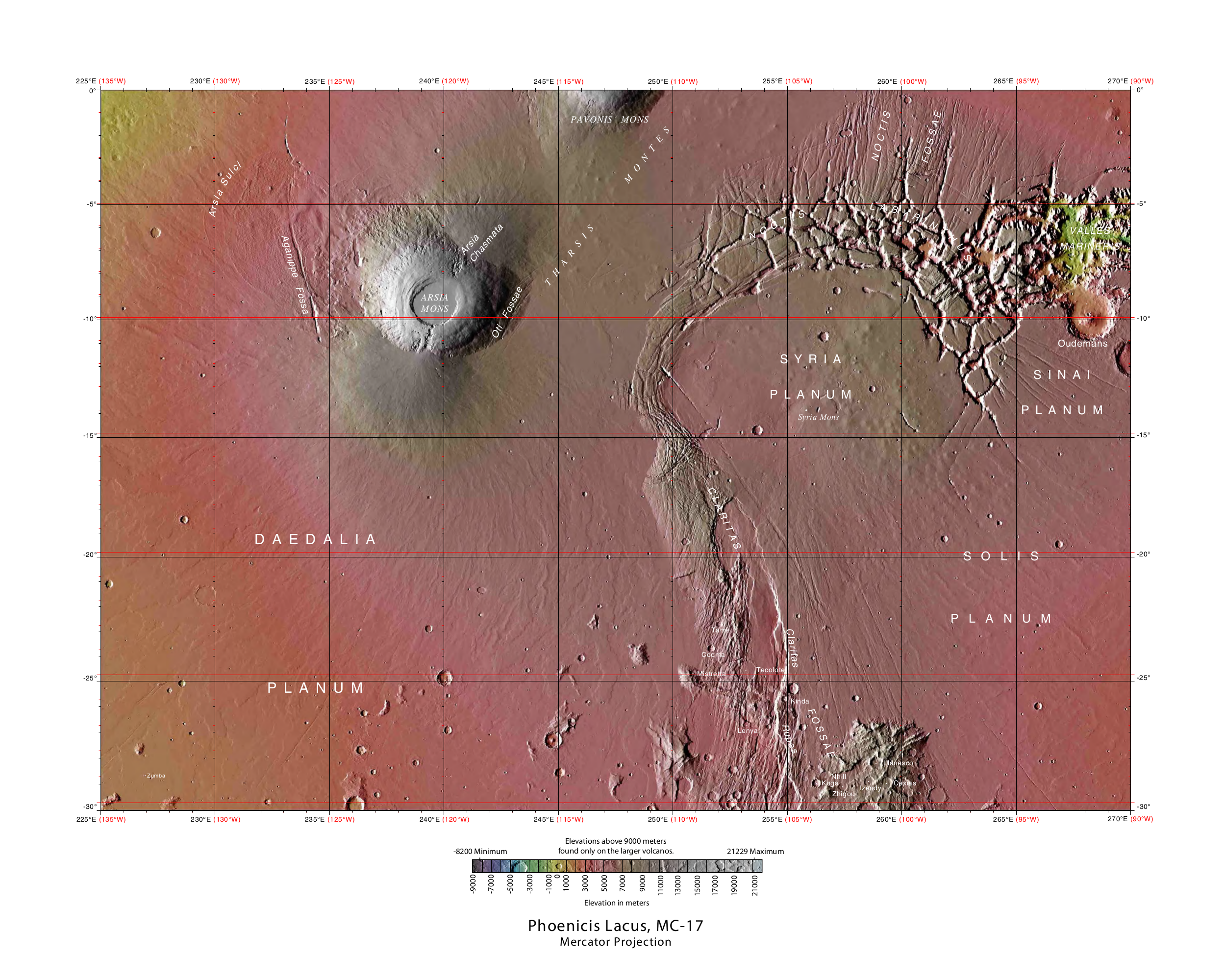
Mappa di MC-17 elaborata dallo strumento Mars Orbiter Laser Altimeter (MOLA) della sonda Mars Global Surveyor (2012). I picchi più elevati sono in rosso e i punti più profondi in blu.

La maglia di Phoenicis Lacus è la regione di Marte che occupa la zona tra i 90° e i 135° di longitudine ovest e tra i 0° e i 30° di latitudine sud ed è classificata col codice MC-17.
Il suo nome deriva dall'omonimo Lacus, principale elemento della regione.

## Elementi geologici
La maglia è caratterizzata da due elementi principali che hanno destato un grande interesse scientifico, l'Arsia Mons e il Noctis Labyrinthus. Il primo è uno dei vulcani più alti di tutto il sistema solare con la vetta che si erge a 19 km dalla superficie, inattivo ormai da 50 milioni di anni,il secondo è una conformazione unica nel suo genere, situata ad un estremo delle Valles Marineris, è formata da un groviglio di canyon disposti a reticolo con una struttura disordinata. La composizione del terreno della maglia è pressoché di basalto, ma nel fondo del Noctis Labyrinthus si trova materiale di origine sedimentaria tipico dei letti dei fiumi terrestri.

## Esplorazione
Al 2019 non è stata effettuata nessuna missione robotica di superficie in questa maglia e non ne è nemmeno prevista alcuna per il futuro. I dati e le immagini relativi a questa maglia sono stati ripresi da orbiter e sonde che hanno effettuato il fly-by.